# Hitoshi Iwaaki
Hitoshi Iwaaki (岩明 均?, Iwaaki Hitoshi; Tokyo, 28 luglio 1960) è un fumettista giapponese noto soprattutto per aver creato la serie horror-fantascientifica Kiseiju - L'ospite indesiderato, vincitrice del 17º Premio Kodansha per i manga nel 1993.

## Biografia
Itoshi Iwaaki nasce a Tokyo in data 28 luglio 1960. Figlio dell’archeologo Masao Iwaaki, professore emerito presso l’Università Wako. Iwaaki ha vissuto una giovinezza caratterizzata dalla mancanza di interesse verso i fumetti; solamente nel corso delle scuole superiori, infatti, si appassionò al medium fumettistico e iniziò a comporre illustrazioni per i libri del padre. Abbandonati gli studi universitari iniziati nella stessa università dove insegna il padre, nel 1984 diviene assistente di Kazuo Kamimura per poi debuttare ufficialmente come autore l’anno successivo con la storia Gomi No Umi (ゴミの海), vincitrice del Chubetsuta Prize e pubblicata su Morning Open Extra di Kōdansha.
Tra il 1986 e il 1988, Iwaaki pubblica la sua prima serie lunga, Fuuko No Iru Mise (風子のいる店), seguita nel 1990 dal volume di storie brevi One No Oto (骨の音 傑作集). Il 1990 è anche l’anno in cui Iwaaki inizia la fortunata e apprezzata serie horror-fantascientifica Kiseiju - L'ospite indesiderato, vincitrice del 17º Premio Kodansha per i manga nel 1993 e del 27th Nebula Award Comic Division nel 1996. Nel 1996, presenta un nuovo titolo che si concluderà nel 1999 e verrà poi raccolto in 4 volumetti: Tanabata No Kuni (七夕の国).
Nel 2004, dopo aver pubblicato i volumi Yuki no touge, tsurugi no mai (雪の峠・剣の舞) e Eureka (ヘウレーカ Heurēka), Iwaaki inizia la serie a sfondo storico Historie (ヒストリエ Hisutorie), che ottiene il Gran Prize al 14th Japan Media Arts Festival nel 2010 e il 16th Premio culturale Osamu Tezuka nel 2012. In contemporanea alla serializzazione di Historie, nel 2015 Iwaaki ha dato avvio alla serie Reiri (レイリ), della quale scrive solamente i testi lasciando la parte grafica a Muroi Daiko. Nel 1996 e nel 2014, Iwaaki ha inoltre collaborato ai volumi collettivi Neo Devilman (ネオデビルマン) dedicato al famoso personaggio di Gō Nagai e Bushi No Hokori (武士の誇り). Tra il 2011 e il 2012, infine, ha avuto modo di scrivere una storia per il personaggio Black Jack creato da Osamu Tezuka, il mangaka che più ha influenzato la poetica e la carriera di Iwaaki.

## Opere
- Fuuko no iru mise (風子のいる店? 4 volumi, Morning 1986-1988)
- Hone no oto (骨の音 傑作集? 1 volume, storie brevi, Morning 1990, edizione in formato grande, 2003)
- Kiseiju - L'ospite indesiderato (寄生獣?, Kiseijū, 10 volumi, Afternoon 1990-1995, edizione perfetta: 8 volumi, 2003)
- Neo Devilman (ネオデビルマン?, , 1996, Kōdansha)
- La terra di Tanabata (七夕の国?, Tanabata no kuni, 4 volumi, Big Comic Spirits, edizione perfetta: 2 volumi, 2003)
- Yuki no touge, tsurugi no mai (雪の峠・剣の舞? 2001, Kōdansha)
- Eureka (ヘウレーカ?, Heurēka, 2002, Hakusensha)
- Burakku Jakku 〜 Aoki Mirai 〜 (ブラック・ジャック〜青き未来〜 - Black Jack ~ Blue Future ~?, , 2011-2012)
- Historie (ヒストリエ?, Hisutorie, 2004-in corso, 12 volumi, Afternoon)
- Bushi No Hokori (武士の誇り?, , 2014)
- Reiri (レイリ?, , 2015, disegni di Muroi Daiko)